# مونترول سينارد
مونترول سينارد (بالفرنسية: Montrol-Sénard)‏ هي بلدية في مقاطعة فيين العليا في منطقة أقطانية الجديدة غرب وسط فرنسا.